# 光伝寺 (練馬区)
光伝寺（こうでんじ）は、東京都練馬区にある真言宗豊山派の寺院。

## 概要
創建年代は不明である。当初は浄土宗の寺院であったが、江戸時代に真言宗豊山派に転宗している。
当寺十八世の教海は武蔵国多摩郡高井戸村（現・東京都杉並区）の出身で、当時は木橋だった正久保橋を石橋にして人望を集めたという。教海時代の橋柱石は、現在は当寺の境内に保存されている。

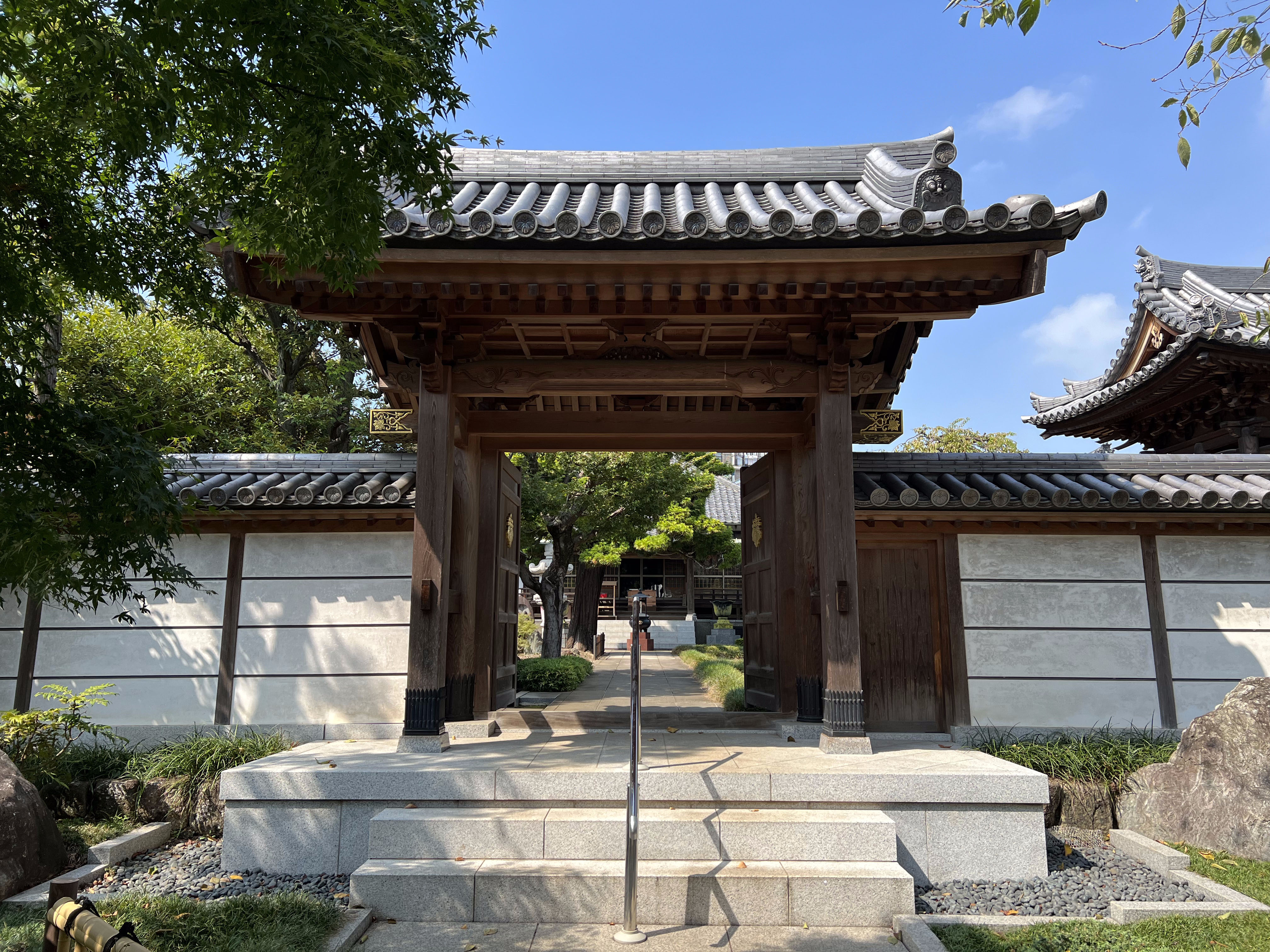
山門
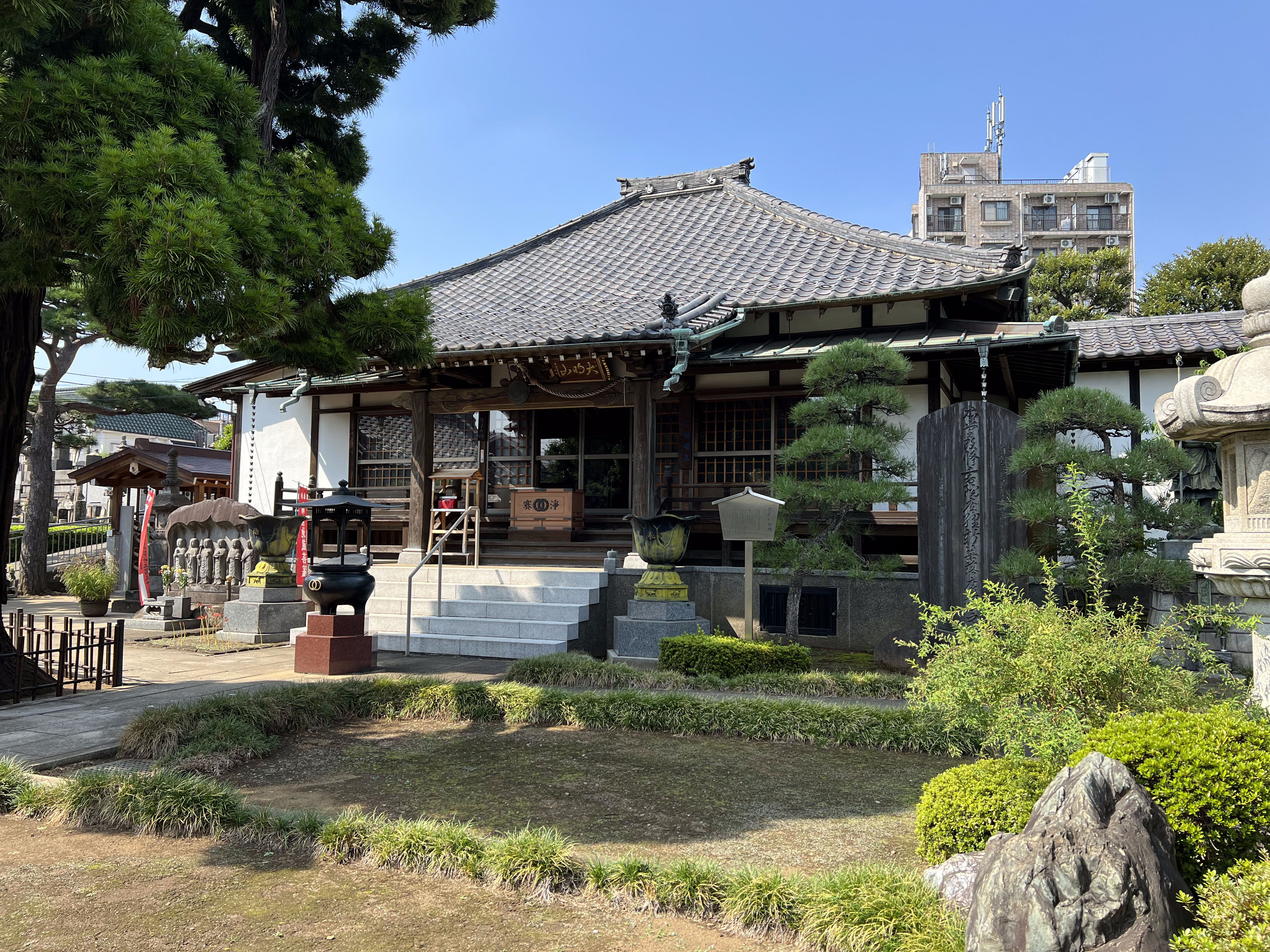
本堂
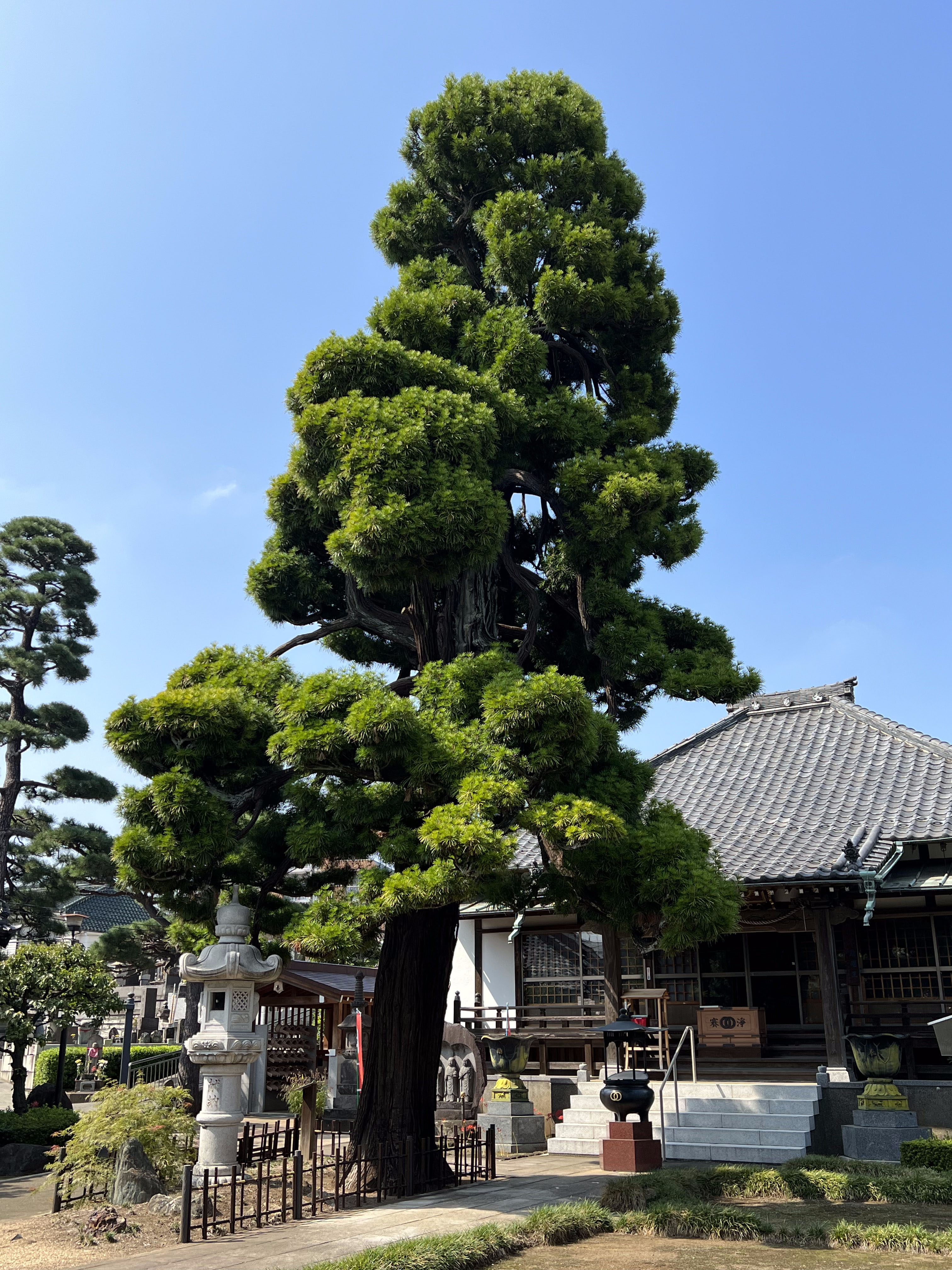
コウヤマキ

## 交通アクセス
- 氷川台駅より徒歩7分。